# Super Volley Ball
Super Volley Ball (スーパーバレーボール) est un jeu vidéo de volley-ball sorti en 1991 sur borne d'arcade et Mega Drive, puis en 1993 sur PC Engine. Le jeu a été développé et édité par Video System.

## Série
1. Super Volleyball
2. Power Spikes (1991)
3. Power Spikes II (Neo-Geo MVS, 1994 ; Neo-Geo CD, 1995)